# Edward James McShane

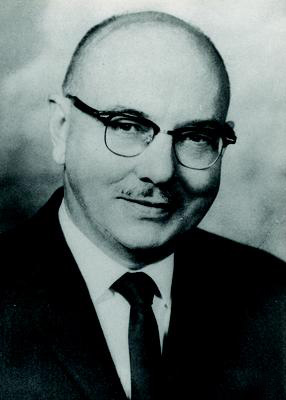
Edward James McShane

Edward James McShane (* 10. Mai 1904 in New Orleans (Louisiana); † 1. Juni 1989 in Charlottesville (Virginia)) war ein US-amerikanischer Mathematiker.

## Leben
Edward James McShane war der Sohn eines Arztes und einer Schullehrerin und studierte Mathematik und Ingenieurswesen an der Tulane University, wo er 1925 den Bachelor-Abschluss als Ingenieur und als Mathematiker machte und 1927 den Master-Abschluss in Mathematik. 1930 wurde er an der University of Chicago bei Gilbert Ames Bliss promoviert (unterbrochen von zwei Jahren an der University of Wichita, wo er aus finanziellen Gründen als Instructor lehrte). Titel der Dissertation war Semi-Continuity in the Calculus of Variations and absolute Minima for Isoperimetric Problems. Nach Aufenthalten in Princeton, Ohio State University, an der Harvard University, in Chicago und Göttingen (1932–1933) sowie wieder Princeton trat er im Herbst 1935 eine Professur an der University of Virginia an, wo er bis zu seiner Emeritierung 1974 blieb. 1942–1945 leitete er eine Mathematiker-Gruppe zur Ballistik am Aberdeen Proving Ground.
Seine mathematischen Arbeitsgebiete umfassten Integrationstheorie, Funktionalanalysis, Variationsrechnung, mathematische Grundlagen der Quantenmechanik (speziell der in der Quantenfeldtheorie verwendeten Integrationsverfahren und der Behandlung der dort vorkommenden divergenten Integrale) und Stochastische Integration. Er schrieb in den USA bekannte Lehrbücher über die Theorie der Integration (unter anderem eine Einführung in das Lebesgue-Integral 1944) und mehrere Monographien. Er übersetzte die bekannten Vorlesungen über Differential- und Integralrechnung von Richard Courant 1934 ins Englische.
McShane hatte sich den Scherz erlaubt, die Frage eines Sicherheits-Formulars des Aberdeen Proving Grounds, ob er je in Kontakt zu Organisationen stand, die den gewaltsamen Umsturz der US-Regierung befürworten, mit ja zu beantworten, er sei Angestellter des Staates Virginia, der bekanntlich im US-Bürgerkrieg auf Seiten der Südstaaten kämpfte. Dies hat ihm in der McCarthy-Ära eine Einladung des Komitees für unamerikanische Umtriebe eingebracht, was allerdings ohne weitere Konsequenzen blieb.
Aus seiner Arbeit am Aberdeen Proving Ground im Zweiten Weltkrieg entstand eine Monographie über äußere Ballistik mit dem Mathematiker John L. Kelley, die 1953 erschien und damals ein Standardwerk war.
Zu den Ehrungen E. J. McShanes zählen die Wahl in die National Academy of Sciences im Jahre 1948 und eine Ehrendoktorwürde der Tulane University 1949. 1959 und 1960 war er Präsident der American Mathematical Society, deren Colloquium Lecturer er 1943 war. 1953 bis 1954 war er Präsident der Mathematical Association of America, deren Distinguished Service Award er 1964 erhielt. 1959 wurde er gewähltes Mitglied der American Philosophical Society.
1953 erhielt er den Chauvenet-Preis (für Partial Orderings and Moore-Smith Limits, American Mathematical Monthly, Band 59, 1952, S. 1–11).
Er war seit 1931 verheiratet und hatte zwei Töchter und einen Sohn.

## Schriften
- Integration, Princeton University Press 1944, 1947
- Order preserving maps and integration processes, Princeton University Press 1953 (über die in der Quantenfeldtheorie vorkommenden Integrale)
- Stochastic calculus and stochastic models, Academic Press 1974
- Unified integration, Academic Press 1983
- mit Truman Arthur Botts: Real Analysis, Princeton 1959, Dover 2005
- mit John L. Kelley, Franklin Reno: Exterior Ballistics, University of Denver Press 1953